# Ben Rappaport
Pour les articles homonymes, voir Rappaport.
Ben Rappaport (né Bennett Eli Rappaport) est un acteur américain né le 23 mars 1986 à Arlington au Texas.

## Biographie
Ben Rappaport est né le 23 mars 1986 à Arlington au Texas.

### Vie privée
Il est marié depuis 2017 à l'actrice Megan Kane.

## Filmographie

### Cinéma

#### Longs métrages
- 2012 : Tous les espoirs sont permis (Hope Springs) de David Frankel : Brad
- 2012 : The Brass Teapot de Ramaa Mosley : Ricky
- 2016 : Better Off Single de Benjamin Cox : Nathan
- 2016 : Landing Up de Daniel Tenenbaum : David
- 2018 : Ask for Jane de Rachel Carey : Bill

### Télévision

#### Séries télévisées
- 2010 - 2011 : Outsourced : Todd Dempsy
- 2012 : Elementary : Dr Cahill
- 2013 : Love Is Dead : Alex
- 2013 - 2015 : The Good Wife : Carey Zepps
- 2014 : Do It Yourself : Nick Porter
- 2015 - 2016 / 2019 : Mr. Robot : Ollie Parker
- 2016 - 2021 : Younger : Max Horowitz
- 2017 : Ozark : Josh Silverberg
- 2018 - 2019 : For the People : Seth Oliver
- 2020 : Blindspot : Gregory "Greg" Burke
- 2020 : God Friended Me : Trevor
- 2020 : Monsterland : West
- 2021 : New York, unité spéciale (Law and Order : Special Victims Unit) : George Howard
- 2021 : Modern Love : Nick
- 2021 : Evil : Brian Castle
- 2022 : Inventing Anna : Billy McFarland
- 2025 : Grosse Pointe Garden Society : Brett